# Arthur Slauck
Julius Georg Arthur Slauck, auch Artur (* 19. Juli 1887 in Wilhelmshaven; † 26. April 1958 in Aachen) war ein deutscher Internist und Sanitätsoffizier.

## Leben
Slauck war der Sohn des Marine-Chefingenieurs Arthur Slauck (1855–1922) und der Anna geb. Krüger (1858–1924). Nach dem Abitur am humanistischen Gymnasium in Wilhelmshaven studierte er an der Philipps-Universität Marburg Medizin. Am 7. Dezember 1907 wurde er im Corps Teutonia zu Marburg recipiert. Er zeichnete sich als Consenior und Senior aus. Als Inaktiver wechselte er an die Hessische Ludwigs-Universität Gießen, die Christian-Albrechts-Universität zu Kiel und die Ruprecht-Karls-Universität Heidelberg. In Heidelberg bestand er 1912 das Staatsexamen. Im selben Jahr wurde er dort zum Dr. med. promoviert. Im Ersten Weltkrieg diente Slauck als Stabsarzt bei der Kaiserlichen Marine. Er erhielt das Eiserne Kreuz II. und I. Klasse, das Frontkämpferkreuz und das Hamburger Hanseatenkreuz.
Nach dem Krieg zog Slauck nach Bonn, wo er zunächst als Privatarzt tätig war und sich im Jahr 1922 am Universitätsklinikum Bonn für Innere Medizin habilitierte. Anschließend wurde er in den dortigen Lehrkörper aufgenommen und 1930 zum außerordentlichen Professor ernannt. Zugleich versah er seinen Dienst als Oberarzt der Medizinischen Klinik und wurde zwischenzeitlich von Januar 1931 bis März 1932 zum kommissarischen Direktor ernannt. 1934 erhielt er die Approbation als Facharzt für Innere Medizin einschließlich Nervenkrankheiten sowie als Facharzt für Röntgenologie. Bereits ein Jahr später wechselte Slauck zunächst für drei Monate an das Städtische Krankenhaus Siegen und schließlich ab dem Januar 1936 als Chefarzt an das Landesbad Aachen in Burtscheid und als Leiter des dortigen Rheumaforschungsinstituts. Darüber hinaus hielt er weiterhin seine Lehrveranstaltungen am Universitätsklinikum Bonn ab.

### Mitgliedschaften
Slauck war 1926–1931 Mitglied in der Deutschnationalen Volkspartei. In der Zeit des Nationalsozialismus schloss er sich zahlreichen Organisationen an:
- 1933 Sturmabteilung (SA), zuletzt im Rang eines Sanitätsobertruppführer
- 1934 Nationalsozialistische Volkswohlfahrt
- 1935 Nationalsozialistischer Deutscher Ärztebund
- 1935 Nationalsozialistischer Lehrerbund
- 1935 Nationalsozialistische Deutsche Arbeiterpartei
- ohne Jahresangabe Nationalsozialistischer Altherrenbund
- ohne Jahresangabe Kyffhäuserbund, in dem Slauck durch die Überführung aus dem Bonner Marineverein gelangte, in dem er seit 1925 Mitglied war
- 1937 Reichsluftschutzbund
- 1937 Volksbund für das Deutschtum im Ausland

### Sanitätsoffizier
Mit Beginn des Zweiten Weltkriegs (Überfall auf Polen) nahm Slauck 1939 seinen Militärdienst wieder auf. Von September 1939 bis Dezember 1939 war er Leitender Arzt am Marinelazarett Marine und war anschließend bis März 1941 in der Führerreserve. Als Leitender Arzt war er von April 1941 bis Januar 1942 am Marinelazarett Wilhelmshaven, kam dann in gleicher Funktion an das Marinelazarett Bergen op Zoom und blieb hier bis Juni 1944. Am 1. Februar 1944 zum Geschwaderarzt d. R. befördert, war er zugleich von Januar 1942 bis Juni 1944 Chefarzt am Teillazarett Eindhoven. Im August 1944 wurde er Chefarzt am Marinelazarett Cuxhaven und blieb in dieser Position bis Kriegsende.
Er erhielt 1942 das Kriegsverdienstkreuz II. Klasse und 1944 das Kriegsverdienstkreuz I. Klasse mit Schwertern. Gegen Ende des Krieges geriet er bis Dezember 1945 in Gefangenschaft. Anschließend musste er sich der Entnazifizierung stellen. Er wurde 1947 in die Kategorie IV Mitläufer eingestuft.

### Nachkriegszeit
Nachdem Slauck im Anschluss an seine Gefangenschaft zunächst für einige Monate als Chefarzt die Heilstätte der Landesversicherungsanstalt Rheinprovinz in Denklingen geleitet hatte, erhielt er von 1947 bis 1948 eine Anstellung als ärztlicher Direktor der Städtischen Krankenanstalten Aachen und als Chefarzt der dortigen Inneren Abteilung. Anschließend wechselte er wieder an das Landesbad Aachen-Burtscheid, wo er ebenfalls als Chefarzt bis zu seiner Pensionierung im Jahr 1954 verblieb.
Slauck gehörte seit 1936 dem Club Aachener Casino an. Er war verheiratet mit Margot Freiin Gans Edle zu Putlitz (* 1898), Tochter des Regimentskommandeurs August Freiherr Gans Edler zu Putlitz. Die Ehe blieb kinderlos.

## Schriften
- Die Erzeugung und Verwertung elektrischer Energie an Bord der Handelsschiffe : Ein Handbuch für technische Schiffsoffiziere der deutschen Handelsflotte, Lohse, Wilhelmshaven 1919
- Anleitung zur klinischen Analyse des infektiösen Rheumatismus, Steinkopff, Leipzig, Dresden 1938
- Herderkrankung und Zahnarzt : Eine Schrift für Zahnarzt u. Arzt, Gehlen, Berlin, Leipzig 1940
- Vom Wesen der Herderkrankungen (Fokalinfekt und Fokaltoxikose), Gehlen, Berlin, Leipzig 1944